# 24149 Raghavan
24149 Raghavan là một tiểu hành tinh vành đai chính với chu kỳ quỹ đạo là 1519.3704539 ngày (4.16 năm).
Nó được phát hiện ngày 15 tháng 11 năm 1999.